# نخستین جنگ چین و ژاپن
نخستین جنگ چین و ژاپن (۱ اوت ۱۸۹۴ تا ۱۷ آوریل ۱۸۹۵) بین دودمان چینگ چین و میجی ژاپن بر سر کنترل کره درگرفت. بعد از شش ماه موفقیت نیروی زمینی و دریایی ژاپن و تصرف شهر ویهای، دودمان چینگ در فوریه سال ۱۸۹۵ میلادی، درخواست صلح کرد.

## زمینه
دههٔ ۱۸۹۰ زمان ظهور ژاپن به عنوان یک قدرت نظامی در منطقهٔ آسیای شرقی بود. خدمت نظامی که از سال ۱۸۷۳ اجباری شده بود در مدت کوتاهی ژاپن را صاحب ارتشی ۲۵۰ هزار نفری کرده بود. برعکس ژاپن، چین شاهد این پیشرفت‌ها نبود و در اواخر قرن نوزدهم به منطقه نفوذ قدرت‌های بزرگی مثل اروپا، آمریکا و ژاپن تبدیل شد.
از چند سال پیش از آغاز این جنگ، ژاپن به فکر ایجاد یک حلقهٔ دفاعی پیرامون خود افتاد و به همین منظور اقدام به تصرف جزایر استراتژیک اطراف کرد. در سال ۱۸۷۵، مجمع الجزایر بونین در فاصلهٔ ۵۰۰ مایلی از جنوب خلیج توکیو را اشغال کرد و در همان سال بر سر تصاحب جزایری در شمال غربی اقیانوس آرام با روسیه به توافق رسید. به این ترتیب که ژاپن از ادعای ارضی خود نسبت به جنوب جزیره بزرگ ساخالین صرف نظر کرد و روسیه نیز از ادعای ارضی نسبت به جزیره‌های جنوبی کوریل چشم پوشید. در سال ۱۸۷۹ ژاپن جزیره اکیناوا را که مورد ادعای هر دو کشور چین و روسیه بود، ضمیمهٔ خاک خود کرد.

## روند جنگ

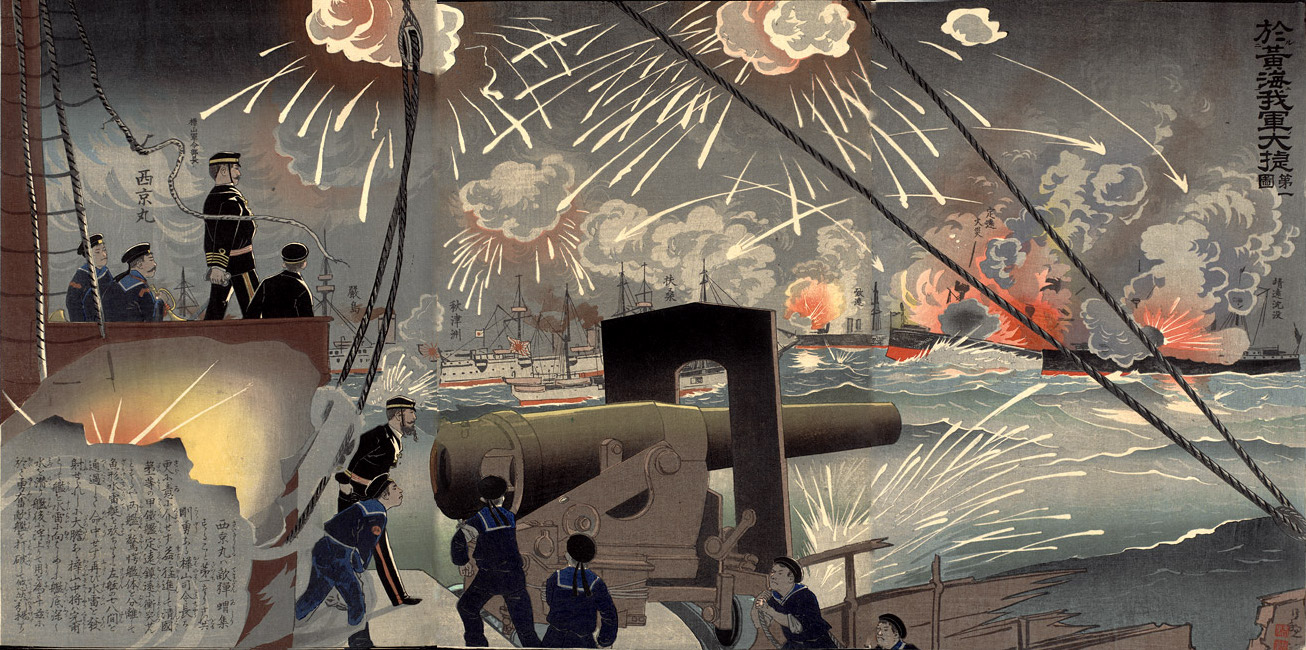
نبرد دریای زرد اثر کرچیکا

### آغاز جنگ
در دوران انزوای ژاپن (ساکوکو) کشور کره نیز سیاستی مشابه با ژاپن در پیش گرفته بود. پس از به سلطنت نشستن امپراتور میجی این دولت بارها تمایل خود را برای برقراری ارتباط سیاسی و اقتصادی با این کشور را اعلام داشت اما همواره به این درخواست جواب رد داده شد، تا اینکه سرانجام در سال ۱۸۷۶ درخواست ژاپن مورد پذیرش قرار گرفت و ارتباط بین دو کشور برقرار گردید. پس از آن روز به روز بر قدرت و نفوذ ژاپن در کره افزوده شد تا اینکه چین از نفوذ ژاپن در کره احساس خطر کرد و تضاد منافع این دو کشور در کره آنان را به سمت جنگ کشید.
شورش ۱۸۹۴ در کره، بهانه لازم را به دست ژاپن داد تا بدون توجه به چین نیرویی برای سرکوب این شورش به کره اعزام کند و بدین ترتیب در یکم ماه اوت ۱۸۹۴ میلادی، جنگ ژاپن و چین آغاز شد.

### کشتار پورت آرتور
شکست برق‌آسای چین در کره موجب پیشروی ژاپن در خاک چین از طریق پیاده کردن نیرو در بندر پورت آرتور شد. در این حمله بین ۱۰۰۰۰–۲۰۰۰۰ غیرنظامی چینی کشته شدند.

## نتیجه جنگ

### معاهده شیمونوسکی
در ۱۷ آوریل ۱۸۹۵ و یک سال پس از آغاز جنگ، چین طبق پیمانی به نام پیمان شیمونوسکی شرایط صلح را پذیرفت. بر اساس این معاهده به کشور کره استقلال داده شد و تایوان و شبه جزیره لیائودونگ تحت تصرف ژاپن درآمد. به علاوه چین مبلغ زیادی به عنوان غرامت به ژاپن بدهکار شد.

### کنوانسیون پکن
اقدام ژاپن در تصرف خاک چین موجب اعتراض مشترک کنسرت اروپا (شامل امپراتوری روسیه، جمهوری سوم فرانسه و امپراتوری آلمان) گردید. طبق کنوانسیون پکن در ۸ نوامبر ۱۸۹۵ ژاپن اجباراً شبه‌جزیره لیائودونگ در جنوب منچوری را در ازای افزایش غرامت به چین باز پس داد.
ژاپن پس از این جنگ بیش از پیش به تقویت قدرت نظامی خود پرداخت.